# Сакулин, Геннадий Семёнович
Генна́дий Семёнович Саку́лин (30 декабря 1949, Пермь — 7 июля 2017, там же) — советский боксёр, представитель полулёгкой весовой категории. Выступал на всесоюзном уровне в 1970-х годах, чемпион СССР, победитель и призёр турниров международного значения. На соревнованиях представлял спортивное общество «Спартак», мастер спорта СССР международного класса. Также известен как тренер по кикбоксингу, заслуженный тренер России (2001).

## Биография
Геннадий Сакулин родился 30 декабря 1949 года в Перми. Активно заниматься боксом начал в возрасте пятнадцати лет, проходил подготовку в добровольном спортивном обществе «Спартак» под руководством заслуженного мастера спорта Александра Федосеевича Засухина. Учился в институте физической культуры в Краснодаре.
В 1970 году выступил на чемпионате СССР в Каунасе, но уже на стадии 1/8 финала потерпел поражение от 
Бориса Кузнецова. В 1975 году одержал победу на первенстве центрального совета «Спартака», победил на первенстве РСФСР и стал обладателем Кубка РСФСР.
Наибольшего успеха в своей спортивной карьере добился в сезоне 1976 года, когда принял участие в чемпионате СССР в Свердловске и в зачёте полулёгкой весовой категории одолел всех своих соперников, в том числе в финале взял верх над москвичом Анатолием Волковым, завоевав тем самым награду золотого достоинства. Год спустя на аналогичных соревнованиях во Фрунзе стал бронзовым призёром в полулёгком весе, проиграв в полуфинале чемпиону Европы Виктору Рыбакову. Также в этом сезоне добавил в послужной список золотую медаль, полученную на международном турнире в Польше.
За выдающиеся спортивные достижения удостоен почётного звания «Мастер спорта СССР международного класса».
После завершения карьеры спортсмена занялся тренерской деятельностью. В течение многих лет работал тренером по кикбоксингу в Перми, подготовил ряд титулованных спортсменов, добившихся успеха на международной арене. Один из самых известных его воспитанников — мастер спорта международного класса, чемпион мира по кикбоксингу Сергей Якимов. Воспитал мастера спорта СССР по боксу А. Москакова и восьмерых мастеров спорта России по кикбоксингу: А. Губин, Д. Бакланов, А. Бакланов, Д. Кашин, В. Ворохов, Д. Шарафутдинов, М. Рашидов, В. Гараев. В разное время под его руководством тренировались более 14 кандидатов в мастера спорта. За достижения на тренерском поприще в 2001 году удостоен звания «Заслуженный тренер России» по кикбоксингу.
Умер 7 июля 2017 года в возрасте 67 лет.
Ныне в Перми действует зал бокса «Сакулинский», названный в его честь.